# Займищи (Вологодская область)
Займищи — деревня в Кирилловском районе Вологодской области.
Входит в состав Талицкого сельского поселения, с точки зрения административно-территориального деления — в Талицкий сельсовет.
Расстояние по автодороге до районного центра Кириллова — 76 км, до центра муниципального образования Талиц — 11 км. Ближайшие населённые пункты — Верхоглядово, Окунево, Прядихино.
По переписи 2002 года население — 56 человек (26 мужчин, 30 женщин). Преобладающая национальность — русские (96 %).